# تامورا تاتسوآکی
تامورا تاتسوآکی (به ژاپنی: 田村建顕); ۱ ژانویهٔ ۱۶۶۹ – ۱ ژانویهٔ ۱۷۳۱ دایمیو، سامورایی در دوره ادو در خدمت شوگون‌سالاری توکوگاوا اهل ژاپن بود.
در روز چهاردهم از ماه سوم گنروکو برابر با ۲۱ آوریل سال ۱۷۰۱، که روز پذیرایی از فرستادگان امپراتور در قلعه ادو بود، در ساعت ۱۱ و نیم صبح، در راهروی بزرگ کاج، به گفته شاهدان هنگامیکه کیرا با سه نفر از مقام‌های عالی‌رتبه در راهرو مشغول صحبت بود، آسانو در حالیکه در پشت کیرا قرار داشت ناگهان خطاب وی گفت «آیا کینه‌ها را در این مدت بخاطر دارید؟» و با خنجر شانه وی را برید. کیرا که تعجب کرده بود رویش را به سمت وی برگرداند و آسانو دومین ضربه را با خنجر به صورت در قسمت بالای ابروی وی وارد کرد. پس از آن کیرا رو به فرار گذاشت اما آسانو او را تعقیب کرده و بار دیگر یک ضربه به وی وارد کرد. پس از بازجویی آسانو به عمارت اربابی تامورا تاتسوآکی فرستاده شد تا در آنجا منتظر حکم شوگون باشد.　واقعهٔ خارج کردن خنجر از غلاف در قلعه ادو چنان خشم سالار جنگ شوگُون تسُونایوشی را برانگیخت که دستور داد تا آسانو در همان روز در حیاط عمارت اربابی تامورا تاتسوآکی دست به سِپُّوکُو (شکم-دری آئینی) بزند.